# Hermien (voornaam)
Hermien is een meisjesnaam. Het is de vrouwelijke vorm van de Germaanse jongensnaam Herman, wat zoveel betekent als "man, held van het leger". De tweestammige naam bestaat uit de stam her, "heer, leger" en man, "man, held". 
Varianten van de naam zijn Hermiena, Hermina en Hermine (vooral in het Franse en Duitse taalgebied).

## Bekende naamdraagsters
- Hermine van Waldeck-Pyrmont, Duitse prinses
- Hermine de Graaf, Nederlandse schrijfster
- Hermien Timmermans van het duo Gert en Hermien